# Edmund Kessler

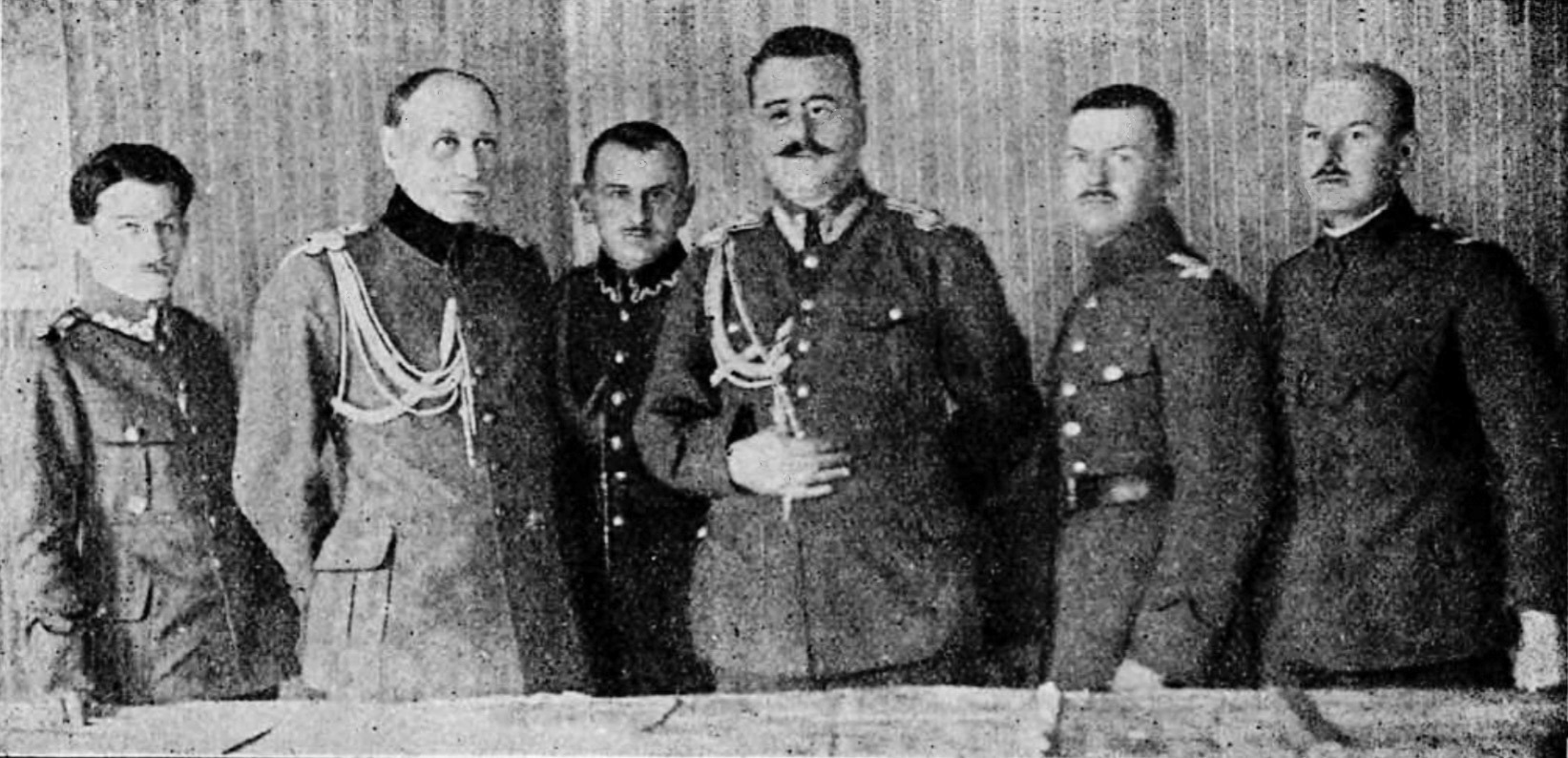
Sztab 1 Dywizji Litewsko-Białoruskiej: gen. Wacław Iwaszkiewicz-Rudoszański 4. z lewej, płk Edmund Kessler 2. z lewej

Edmund (Edward) Kessler (ur. 9 lutego 1880 w Suwałkach, zm. 7 maja 1930 w Warszawie) – generał brygady Wojska Polskiego, kawaler Orderu Virtuti Militari.

## Życiorys
Syn Jana i Elżbiety ze Szmidtów. Po ukończeniu seminarium nauczycielskiego w Wejwerach, rozpoczął służbę wojskową w armii rosyjskiej w 1899. W styczniu 1905 na własną prośbę zostaje odkomenderowany na wojnę rosyjsko-japońską; od sierpnia 1914 brał udział w I wojnie światowej, jako dowódca szwadronu pogranicznej straży. Kolejno pełni służbę w sztabach 2. i 3. Armii Rosyjskiej. W 1917 kończy Nikołajewską Akademię Wojskową w Sankt Petersburgu.
10 grudnia 1917 wstąpił do I Korpusu Polskiego w Rosji i mianowany został starszym adiutantem, a następnie szefem sztabu 3 Dywizji Strzelców dowodzonej przez gen. Wacława Iwaszkiewicza; bierze udział w pochodzie dywizji z Jelni do Bobrujska. Uczestniczy w bitwach pod Bołtutinem, Horodcem i Pobołowem.

## Służba w Wojsku Polskim
9 grudnia 1918 przyjęty do Wojska Polskiego i mianowany szefem sztabu Dywizji Litewsko-Białoruskiej. 19 marca 1919 wyznaczony na szefa sztabu Wojsk Małopolski Wschodniej, a 1 czerwca tego roku szefa sztabu Frontu Galicyjsko-Wołyńskiego, gdzie odegrał istotną rolę podczas obrony Lwowa, (od 23 lipca – Front Galicyjski, a od 2 stycznia 1920 – Front Podolski). Od kwietnia do sierpnia 1920 kierował sztabem 6 Armii utworzonej z oddziałów Frontu Podolskiego. 14 października tego roku, w stopniu pułkownika mianowany został szefem Sztabu Okręgu Generalnego „Warszawa”. W styczniu 1921 został równocześnie członkiem Nadzwyczajnego Sądu Wojskowego. W 1921 awansowany na generała brygady ze starszeństwem z dniem 1 czerwca 1919.
1 września 1921 mianowany dowódcą 20 Dywizji Piechoty. 2 czerwca 1924 został I zastępcą szefa Sztabu Generalnego WP, Stanisława Hallera. Od 16 grudnia 1925 do maja 1926 czasowo pełnił obowiązki szefa SG WP. 20 września 1926 powołany na stanowisko komendanta Wyższej Szkoły Wojennej w Warszawie.
30 września 1928 przeniesiony w stan spoczynku. Osiadł w Warszawie. Zmarł 7 maja 1930 w Szpitalu Ujazdowskim w Warszawie, w następstwie zapalenia opłucnej. Pochowany na cmentarzu ewangelicko-augsburskim, a po kilku miesiącach na Cmentarzu Obrońców Lwowa (kwatera II, miejsce 57).
Był dwukrotnie żonaty. Pierwsza żona z domu Korsaków, druga Zenaida z domu Strachow.

## Opinia
- „Pod każdym względem wybitny oficer. Nadzwyczaj sumienny, niestrudzenie pracowity, zdolny, dokładny, taktowny. Czysty charakter. Wywiera na podwładnych zbawienny wpływ; utrzymuje w sztabie cenną harmonię i chęć do pracy. Idealny szef sztabu”. 1918 r. /-/ gen. dyw. Wacław Iwaszkiewicz

## Awanse służbowe
- podpułkownik – 1917
- pułkownik – 1920
- generał brygady – 1921

## Ordery i odznaczenia
- Krzyż Srebrny Orderu Wojskowego Virtuti Militari nr 5220[7] (28 lutego 1922)[8]
- Krzyż Komandorski Orderu Odrodzenia Polski (27 grudnia 1924)[9]
- Krzyż Niepodległości
- Krzyż Oficerski Orderu Odrodzenia Polski
- Krzyż Walecznych
- Złoty Krzyż Zasługi
- Medal Pamiątkowy za Wojnę 1918–1921
- Medal Dziesięciolecia Odzyskanej Niepodległości
- Amarantowa wstęga I Korpusu Polskiego na Wschodzie
- Wielki Oficer Orderu Trzech Gwiazd (Łotwa, 1927)[10]
- Wielki Oficer Orderu Korony (Belgia)[11]
- Krzyż Komandorski Orderu Lwa Białego (Czechosłowacja)[11]
- Krzyż Oficerski Orderu Legii Honorowej (Francja, do 1921)[12]
- Krzyż Wolności I kategorii II klasy (Estonia, 1925)[13]
- Medal Zwycięstwa (Médaille Interalliée) – 1925[14][11]